# Josette Daal
Josette Daal (Aruba, 1956) is een Arubaans kinderboekenschrijfster.
Josette Daal werd in 1956 geboren op Aruba. Aanvankelijk studeerde zij voor kleuterleidster. Toen er na die studie geen werk was, ging ze door naar de onderwijzersopleiding. Zij zat in een vertaalgroep die vanuit de lessen Papiaments en Nederlands de opdracht kreeg om Nildo en de maan van Miep Diekmann te vertalen in het Papiaments. Zij slaagde in 1983 en ging in San Nicolas voor de klas staan.
In 1985 kwam Josette Daal ook met een Nederlandstalig boek uit, Warwind. De titel is ontleend aan biento di cuaresma, de onberekenbare en harde wind die in de weken voor Pasen gewoonlijk over Aruba raast. Het boek gaat over een groep zesdeklassers die een nieuwe juffrouw krijgt die kan toveren. De illustraties en het omslag van het boek werden gemaakt door Giolina Henriquez, die hiermee als illustratrice debuteerde.